# Virginie Rozière
Virginie Rozière (ur. 18 czerwca 1976 w Montpellier) – francuska polityk i urzędniczka państwowa, posłanka do Parlamentu Europejskiego VIII kadencji.

## Życiorys
Pod koniec lat 90. służyła w marynarce wojennej. W 2000 ukończyła studia w École Polytechnique, a w 2002 uzyskała dyplom inżyniera na ENSTA ParisTech. Pracowała jako kierownik projektów w administracji rządowej (w tym w resorcie obrony, budżetu, agencji zajmującej się e-administracją). W latach 2010–2012 była zatrudniona w sekretariacie Komisji Rynku Wewnętrznego i Ochrony Konsumentów w Parlamencie Europejskim. Następnie dołączyła do gabinetu minister rzemiosła, handlu i turystyki Sylvii Pinel, początkowo jako doradca, następnie zastępczyni dyrektora gabinetu ministra.
Działaczka Lewicowej Partii Radykalnej. W 2014 otrzymała pierwsze miejsce na jednej z list okręgowych Partii Socjalistycznej i PRG w wyborach europejskich, uzyskując mandat eurodeputowanej VIII kadencji, który wykonywała do 2019. W 2015 została wybrana także na radną nowego regionu Langwedocja-Roussillon-Midi-Pireneje.
W 2017 była przeciwniczką zjednoczenia ugrupowań radykałów w ramach Mouvement radical, współtworzyła wówczas nową partię pod nazwą Les Radicaux de gauche.